# Avenida Argentina (Valparaíso)
La Avenida Argentina es una importante  arteria vial del barrio El Almendral y principal vía de acceso al centro de Valparaíso. Su nombre fue otorgado en 1920, en honor a la República Argentina. La avenida se caracteriza por ser una de las calles más amplias del Gran Valparaíso y posee una longitud de 1,7 kilómetros.
Conecta el centro de la comuna, con los barrios y cerros del sector oriente. Al norte, se encuentra Avenida España, que enlaza las comunas de Valparaíso y Viña del Mar, con los cerros Esperanza, Barón y Placeres. En su salida sur, se encuentran Avenida Washington, que conecta los barrios O'Higgins, Ramaditas y Rocuant, la Ruta 68-José Santos Ossa, autopista que conecta la ciudad de Valparaíso con los barrios Rodelillo, San Roque, Placilla de Peñuelas y las ciudades de Casablanca, Curacaví y Santiago.
La avenida Argentina es un importante eje comercial y educativo del sector oriente de Valparaíso. Posee varios monumentos y obras escultóricas, edificios antiguos e importantes construcciones modernas. Los días miércoles, sábados y festivos, se realiza la Feria de la Avenida Argentina.

## Historia

### sigloXIX
Originalmente, transcurría el Estero Las Zorras en lo que hoy es el bandejón central de la avenida. El estero poseía escaso caudal y bajaba desde la actual Ruta 68 y el cerro Las Delicias, actual barrio Los Pinos. Además, el estero era alimentado por riachuelos que bajaban en lo que hoy es calle Simpson, calle Santa Elena y calle Eloy Alfaro. El estero Las Zorras proveía de agua potable a la población de la ciudad.
En el primer cuarto del siglo XIX, se menciona el barrio La Rinconada, como un sector muy pobre que estaba en las cercanías del estero. Abundaban las chinganas y tabernas donde concurría el pueblo y los marineros. Se le conocía como un sector muy peligroso.
En 1832 se construye la antigua Iglesia de los Doce Apóstoles. La iglesia fue destruida por las inundaciones de 1847 y se reconstruyó en 1849. En 1850, un nuevo aluvión destruyó el edificio, que fue reconstruido en 1858. Este edificio también fue destruido por un aluvión.
En 1840, Blanco Encalada hizo canalizar el estero, y en 1890 se convirtió en la Avenida de las Delicias. El estero permitía el escurrimiento a tajo abierto de las aguas procedentes de los cerros y quebradas aledañas hacia el mar, y era cruzado por varios puentes de madera.
En 1855 se construye la Estación Barón. A lo largo de los años se construyó una serie de industrias y edificios asociados al transporte ferroviario, entre los que se destacan las maestranzas y la Torre del Reloj.

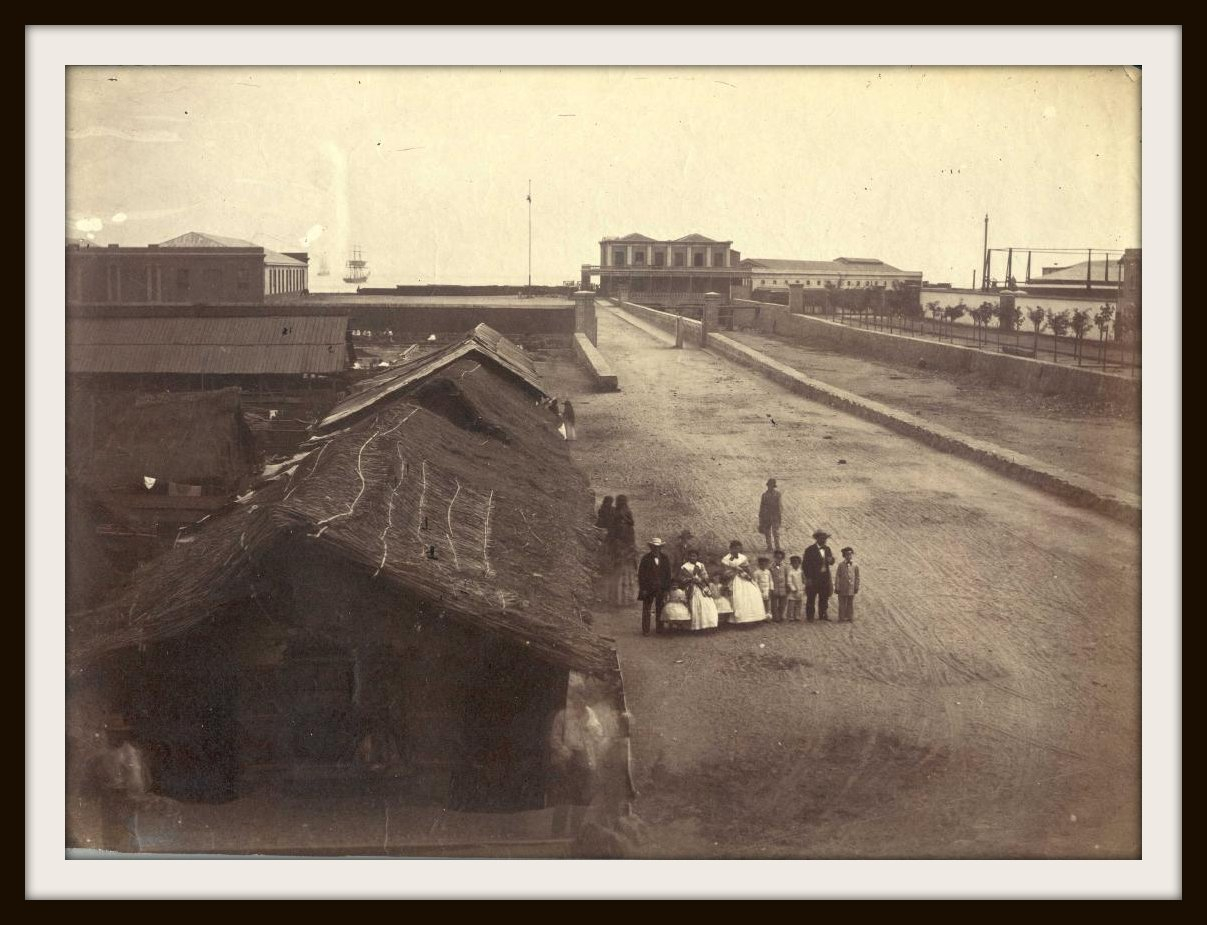
Avenida Argentina, 1864

En 1863, se construye la terminal de tranvías de Valparaíso en lo que hoy es la terminal de trolebuses.
En 1869 se inaugura la actual Iglesia de los Doce Apóstoles, con una estructura más sólida para hacer frente a los constantes aluviones e inundaciones de la ciudad. La estructura fue construida bajo la asesoría de Fermín Vivaceta.

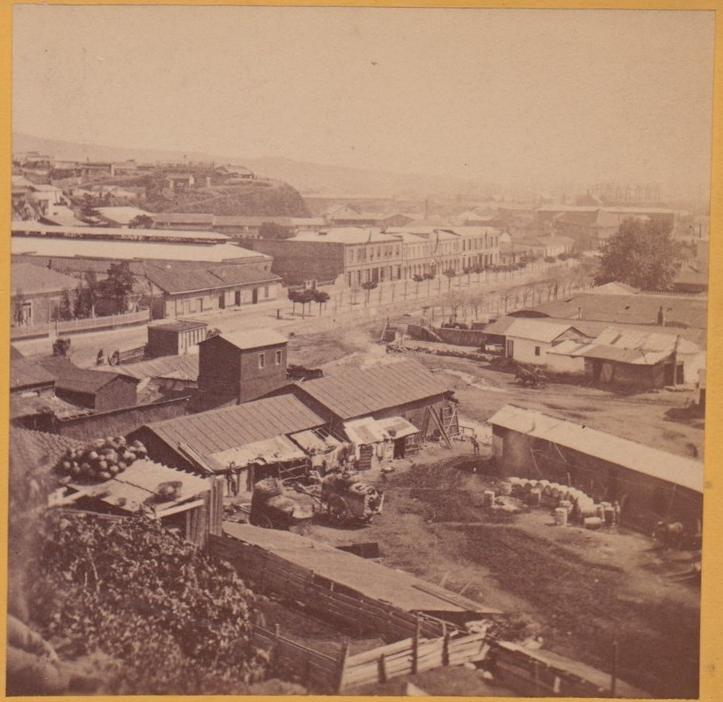
Avenida Argentina, 1874

En 1872, bajo el lema "escuelas y talleres para el pueblo", se creó la Sociedad de Instrucción Católica, como reacción a la Sociedad de Instrucción Primaria, fundada por la masonería dos años atrás.
En 1877, se construyen los primeros dos liceos femeninos de Chile, el de Copiapó y el de Valparaíso. En 1888 el edificio antiguo del Liceo de Niñas es construido en sus actuales dependencias. Los terrenos fueron donados por Carlos Waddington y el reglamento escolar fue establecido por José Abelardo Núñez, Adriana Blondeau y María Franck. El liceo tiene su nombre actual en honor de esta última. 
En 1895, las carmelitas de claustro construyeron un convento en la esquina con Avenida Colón que fue destruido por el terremoto de 1906. En 1900 se construye el Hospital San Agustín, en los terrenos donados por Juana Ross. Posteriormente, este hospital fue conocido como Enrique Deformes.
En 1880 se hizo la primera prueba con teléfono en Chile: un empleado de Balfour Lyon cantó una canción en inglés desde una casa en el Estero Las Zorras y otro le respondió con el Himno Nacional desde calle la Planchada, actual calle Serrano. En 1885 ya se podía llamar a Santiago.
En 1887, la avenida se prolongó hasta la Quebrada del Molino, actual calle Almirante Simpson. En 1890, la avenida fue conocida oficialmente como Avenida de las Delicias, tenía asientos, dos corridas de árboles y al centro pasaba el estero con muros de piedra. Al atardecer, solían darse conciertos en la zona de la estación Barón.
En 1893 se fundó la Sociedad Manuel Blanco Encalada, una asociación mutualistas. El edificio posee dos grandes palmeras en su entrada y actualmente se difunde el folclore dentro de sus dependencias. A finales del siglo XIX y principios del siglo XX, en la avenida Argentina había numerosas organizaciones mutualistas, sindicalistas y cooperativistas.

### sigloXX

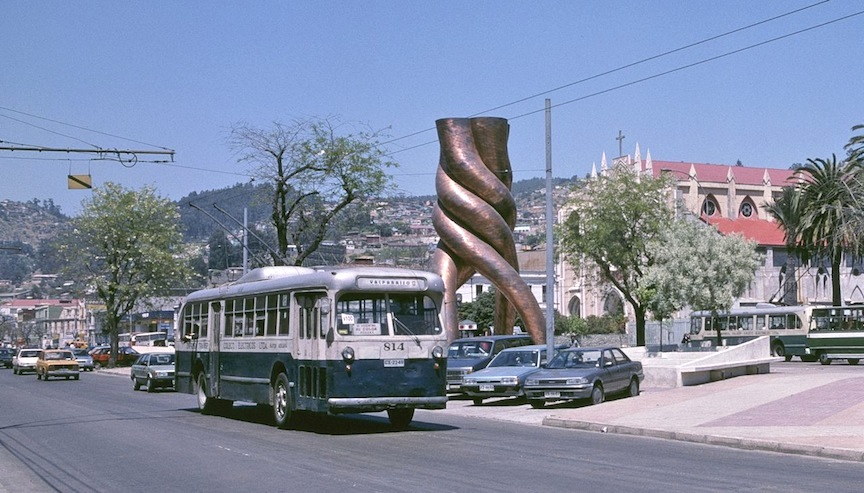
Avenida Argentina en 1996, con un trolebús, una escultura retirada en 2024 y la Iglesia de los Doce Apóstoles.

En diciembre de 1900, se inauguró la Plaza Circo España, más conocida como el Chiclanero, entre las calles Chacabuco y Maipú (actual Avenida Pedro Montt), una plaza de toros que fue cerrada en 1901 debido a la prohibición de las corridas. En 1903 se funda el Instituto Superior de Comercio, con el español Francisco González Barrera como primer director. Su actual edificio fue construido en 1985.
En 1910 se construye el edificio del Gasómetro de Barón. Actualmente corresponde al Portal Valparaíso, sucursal comunal de Cencosud. Durante el invierno de 1914, Valparaíso sufrió una de las peores inundaciones de su historia. La crecida del estero produjo el anegamiento de los edificios aledaños y una posterior epidemia de peste.
Su construcción definitiva comenzó en 1912 y terminó en 1932, luego del abovedamiento del estero, realizado para finalizar con las epidemias e inundaciones que azotaban al sector, especialmente después del terremoto de 1906. En 1929 se inauguró allí la primera plaza de juegos infantiles de la ciudad.
Entre 1925 y 1938, funcionó en el bandejón central entre calles Chacabuco y Yungay una cancha de baloncesto. Fue trasladada a lo que hoy es el Fortín Prat en calle Rawson. En 1943 se abre la Sombrerería de Eliseo Rojas, una de las dos que siguen vigentes hasta la actualidad en la ciudad.
En Avenida Argentina #648 funcionó una sinagoga de Valparaíso. En la actualidad, se puede visualizar una estrella de David en su fachada.
En 1990, fue inaugurado el Congreso Nacional en las dependencias del antiguo Hospital Enrique Deformes, destruido tras el terremoto de 1985. Ese mismo año fue inaugurada la plaza Radomiro Tomic junto al Monumento a la Solidaridad, frente al Congreso Nacional.
En junio de 1994 ocurrió el Incendio del Gasómetro de Valparaíso. Fueron 45 minutos para los habitantes del sector oriente de la ciudad, pues estuvo latente el hecho de que el edificio pudiese estallar y dañar considerablemente los barrios aledaños.

### sigloXXI
En 2002 se construyó la Torre Valparaíso, uno de los más altos de la ciudad. Posee 25 pisos y 12 locales comerciales. Fue obra de la cooperativa Habitacoop. En el local N°12 está instalada la Radio Valparaíso.
En el año 2006 se dio a conocer un estudio del Ministerio de Obras Públicas que revelaba un fuerte deterioro de la estructura subterránea de la avenida, por lo que, como medida de emergencia, se instalaron alzaprimas para apuntalar la calzada y así evitar su hundimiento.
El terremoto del 2010 dejó leves daños en la Iglesia de los Doce Apóstoles. En 2017 fue inaugurado el Mall Paseo Ross.

## Cultura

### Educación

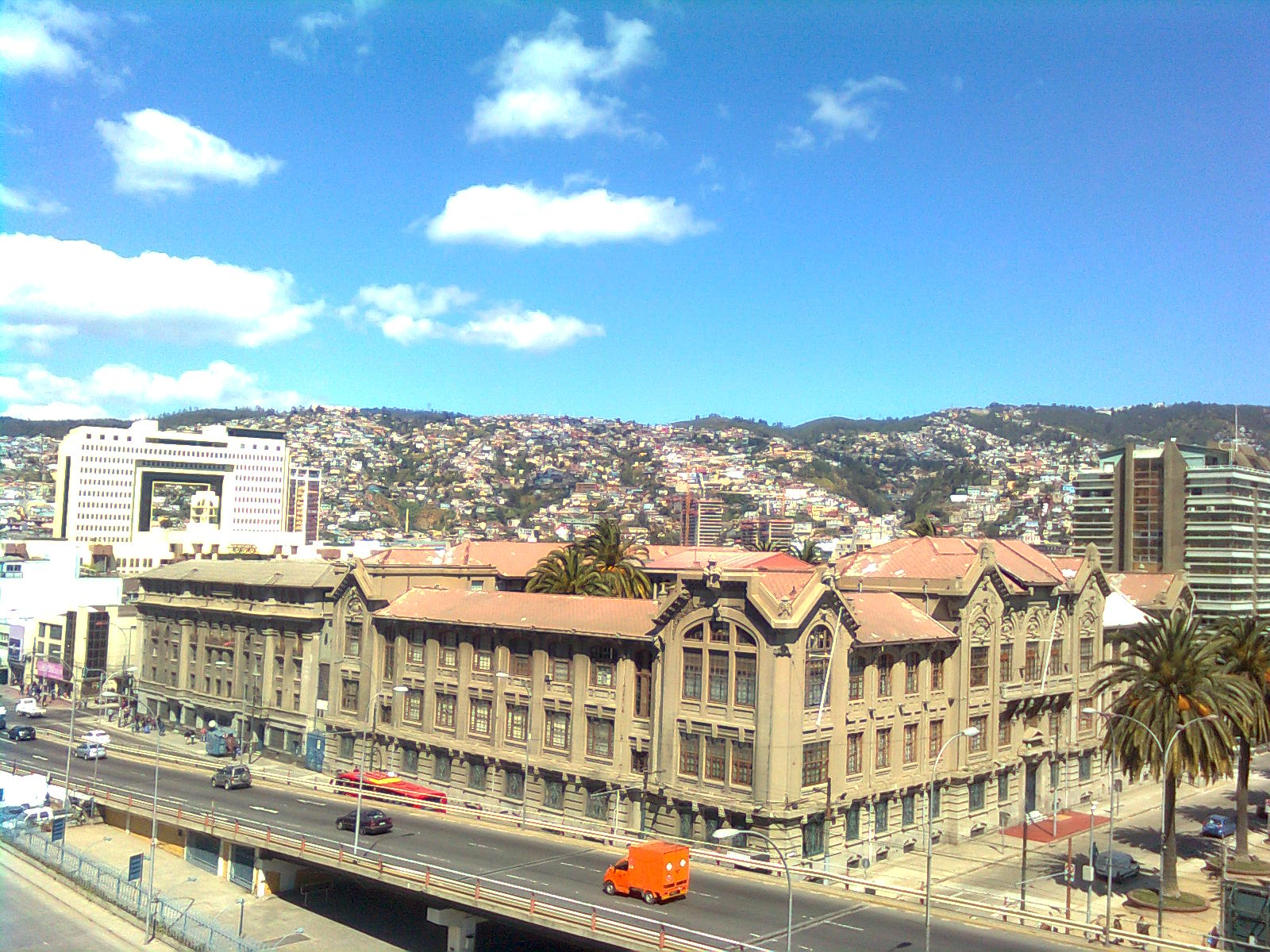
Casa Central de la Pontificia Universidad Católica de Valparaíso

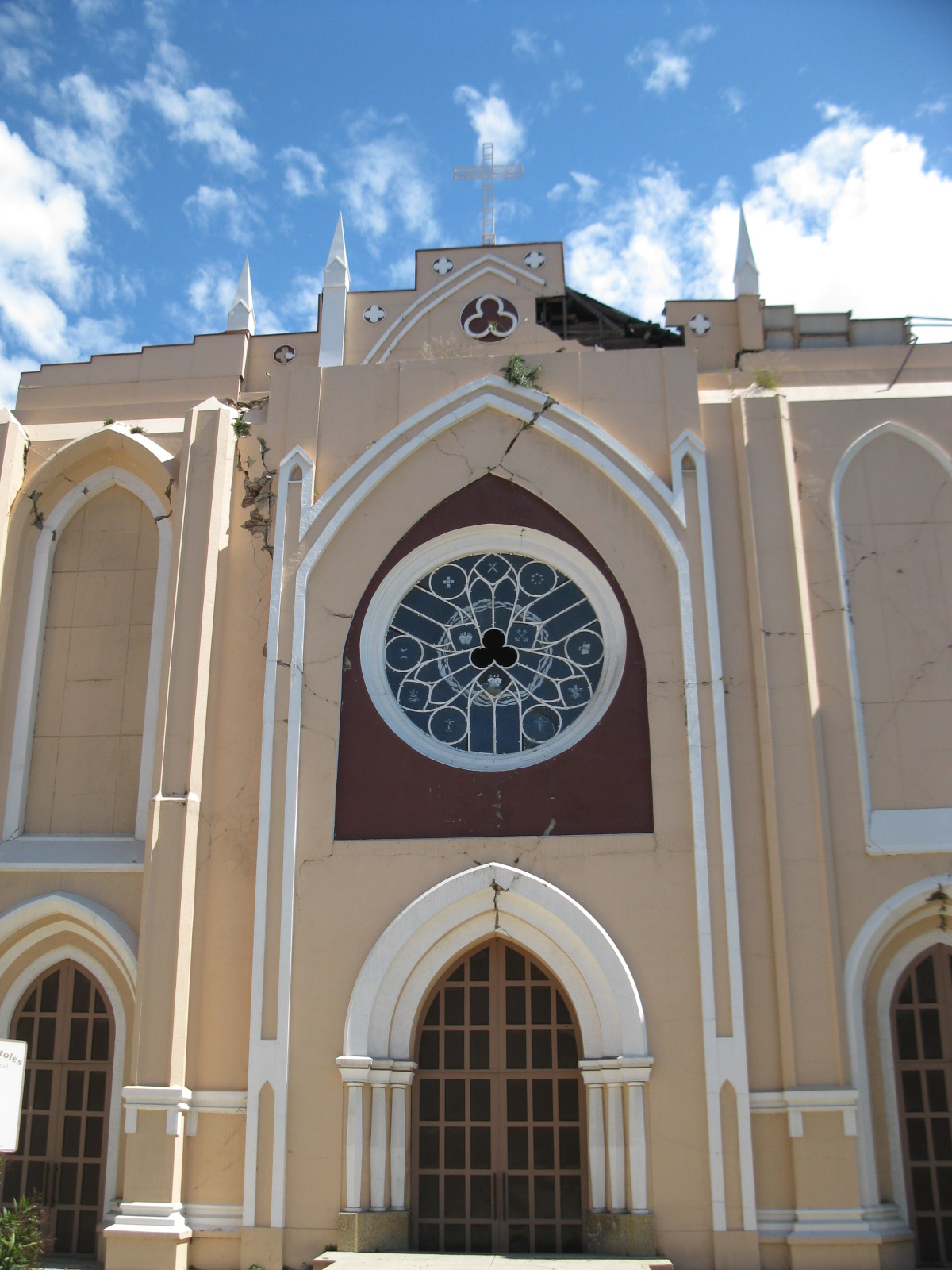
Iglesia de los Doce Apóstoles

Establecimientos de educación básica:
- Escuela N°255 Alemania
- Escuela N°250 Gaspar Cabrales

Establecimientos de educación media:
- Preuniversitario Cpech, sede Valparaíso
- Preuniversitario Pedro de Valdivia, sede Valparaíso
- Preuniversitario PreUCV, sede Valparaíso
- Liceo Juana Ross de Edwards
- Liceo La Igualdad
- Instituto Superior de Comercio "Francisco Araya Bennett"
- Colegio Salesianos de Valparaíso
- Liceo N°1 de Niñas de Valparaíso "María Franck"

Establecimientos de educación superior:
- Casa Central de la Pontificia Universidad Católica de Valparaíso

### Monumentos
En dirección sur a norte, se encuentran los siguientes monumentos:
- Estatua de Juan Bautista Alberdi, jurista, político y diplomático argentino que vivió exiliado en la Quinta Las Delicias, muy cerca de su monumento. Junto con Bartolomé Mitre, fundaron en 1847 el periódico El Comercio de Valparaíso. Previamente, en 1842 fundó con Vicente Fidel López la Revista de Valparaíso.
- Monumento a Micaela Cáceres de Gamboa, precursora del mutualismo femenino en Latinoamérica. En 1887 fundó la Sociedad de Obreras N°1 de Valparaíso.
- Monumento a San Juan Bosco, fundador de la Congregación Salesiana.
- Monumento de Santo Domingo Savio, salesiano.
- Monumento a la Solidaridad.

### Iglesias
- Parroquia San Juan Bosco
- Iglesia de los Doce Apóstoles
- Iglesia del Sagrado Corazón de Jesús

## Proyectos Futuros
El Presidente Sebastián Piñera dentro de un plan de inversión desde 2020 para el borde costero de Valparaíso, ha anunciado la intervención de la arteria para convertirla en un sector Cívico y un bulevar. Esta mega obra incluye la eliminación de viaducto Barón y la construcción de un Gran Parque en sector Barón, llamado Paseo del Mar. Esto hará que la Avenida termine en los recintos del borde costero, el fin del proyecto se estima para el 2021.